# Coincya wrightii
Coincya wrightii (лат.) — вид двудольных растений рода Coincya семейства Капустные (Brassicaceae). Под текущим таксономическим названием был описан британским ботаником Клайвом Энтони Стэйсом в 1989 году.
Распространённое англоязычное название — «Lundy cabbage».

## Распространение, описание
Эндемик Англии (Великобритания), в дикой природе встречающийся исключительно на острове Ланди. Предполагается, что до наступления последнего ледникового периода, окончившегося около 9 тыс. лет назад, ареал растения мог быть шире. Предпочитает скалистые участки.
Примитивный вид, вследствие изолированности от других земель сохранивший, как отмечается, уникальные черты строения и жизненного цикла. Растение внушительных размеров, высотой до 150 см. Листорасположение розеточное. Цветки жёлтые. Цветёт с мая по июль, плодоносит в конце лета и осенью.
Является растением-хозяином для двух местных видов мелких насекомых — Psylliodes luridipennis и Ceutorhynchus contractus var. pallipes.

## Замечания по охране
Редкое растение, требующее значительных мер по сохранению своего ареала. Особенную угрозу виду представляют, в частности, завезённые на остров Ланди в XIX веке в качестве декоративных растений рододендроны, с которыми Coincya wrightii не выдерживает конкуренции. Двум вышеозначенным видам насекомых, ассоциированных с этим растением, также может угрожать исчезновение в случае уменьшения его популяции.

## Синонимы
Синонимичные названия:
- Brassicella wrightii O.E.Schulzbasionym
- Hutera wrightii (O.E.Schulz) Gómez-Campo
- Rhynchosinapis wrightii (O.E.Schulz) Dandy